# Jiří Prchal
Jiří Prchal (nascido em 19 de agosto de 1948) é um ex-ciclista olímpico tchecoslovaco. Representou sua nação nos Jogos Olímpicos de Verão de 1972.